# Reserva da Biosfera de Dana
A Reserva da Biosfera de Dana é uma área protegida, a maior de toda a Jordânia, localizada no centro-sul do território nacional. A reserva da biosfera de Dana foi fundada em 1989 na área dentro e ao redor das vilas de Dana e Wadi Dana, que compreendem 308 quilómetros quadrados. É um caldeirão de espécies da Europa, África e Ásia, sendo que até ao momento, um total de 800 espécies de plantas e 449 espécies de animais foram registadas na reserva, das quais 25 estão em perigo.

## Presença humana e actividades
Os povos da tribo de Ata'ta (ou Al Atata) são os habitantes nativos da reserva da biosfera de Dana. A sua história em Dana data há pelo menos 400 anos, mas o seu estabelecimento original na área data há mais de 6 000 anos. Além da presença do povo Ata'ta, as descobertas arqueológicas sugerem o estabelecimento paleolítico, egípcio, nabateu e romano em Dana.
Este ambiente oferece uma vasta gama de atividades aventureiras e relaxantes com o acompanhamento de um guia, tal como excursões, caminhadas, canoagem, passeios de bicicleta, havendo também, por outro lado, vários caminhos e trilhos onde as pessoas podem ir sem o acompanhamento de um guia.

## Acomodação

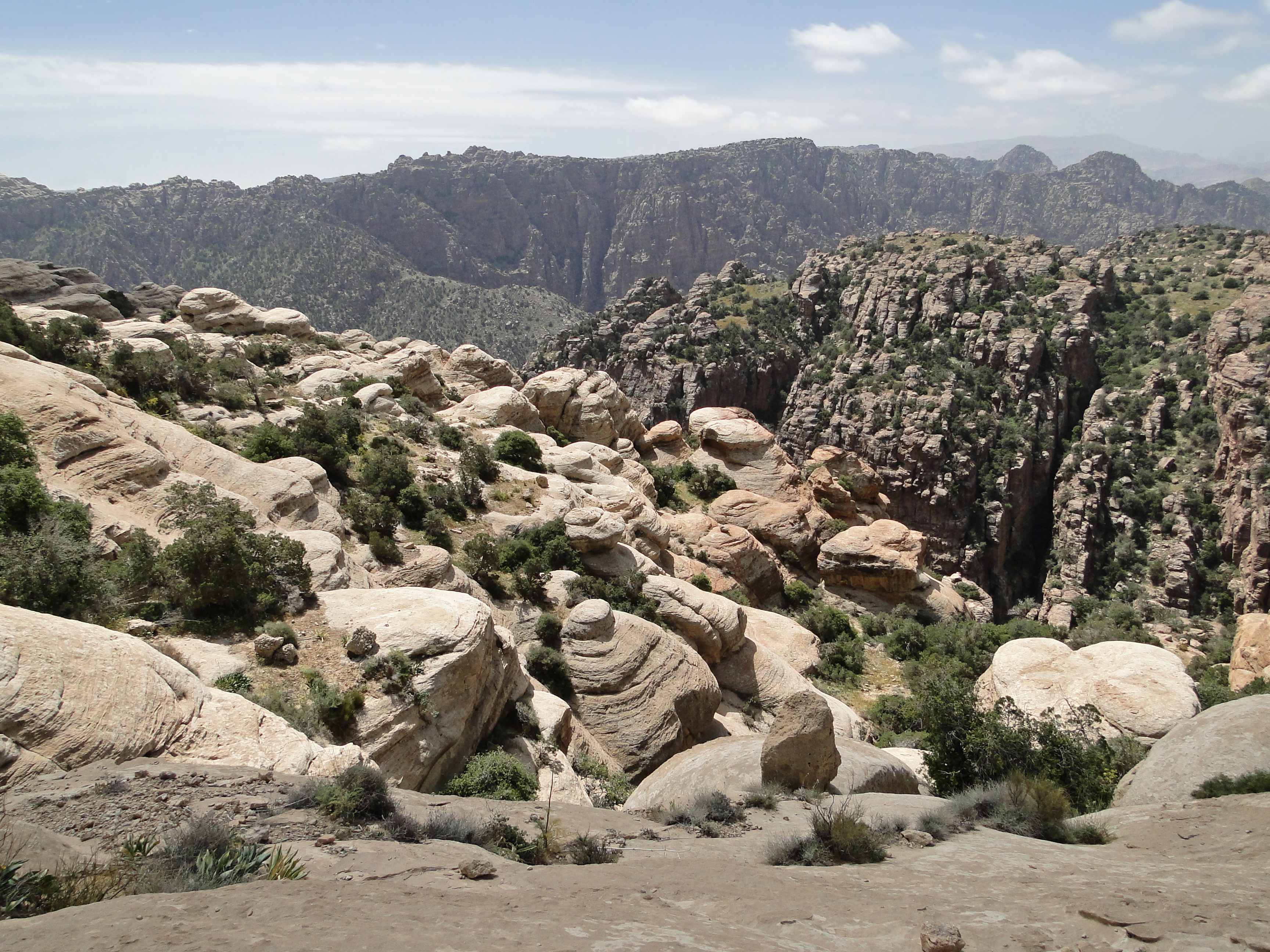
Paisagem de uma parte da reserva de Dana

Os visitantes da reserva de Dana e da vila Dana podem ficar no Dana Cooperative Hotel, assim como em outras acomodações.

## Geografia
A Reserva da Biosfera de Dana situa entre uma altitude de 1 500 metros, no planalto de Qadisiyah, até à área desértica de baixa altitude do Wadi Araba. A geologia variada de Dana contém calcário, arenito e granito. A área de Wadi Dana apresenta falésias de arenito, cortadas pelo vento. Dana é a única reserva natural na Jordânia que atravessa quatro zonas bio-geográficas; a do Mediterrâneo, do Irano-Turaniano, do Saharo-Árabe e a Sudanêsa.

## Flora e fauna
O ambiente diversificado de Dana é o lar de 703 espécies de plantas, 215 espécies de aves e 38 espécies de mamíferos.